# Jaume Casals
Jaume Casals (Barcelona, 1958) ha sido rector de la Universidad Pompeu Fabra entre 2013 y 2021. Catedrático español de Filosofía en dicha Universidad (desde 2003) y doctor en Filosofía, fue premio extraordinario por la Universidad Autónoma de Barcelona (1984).
Miembro numerario del Instituto de Estudios Catalanes, antes de convertirse en rector (junio de 2013), fue presidente del Consejo de Estudios y vicepresidente ejecutivo del IDEC-Universidad Pompeu Fabra, así como vicerrector de Postgrado y Doctorado (2001-2005) y de Profesorado de la UPF (2005-2009).

## Trayectoria académica y líneas de investigación
Jaume Casals es autor de una producción filosófica que comprende libros, artículos, capítulos de obras colectivas y anotaciones en obras de insignes pensadores clásicos, modernos y contemporáneos. Ha traducido y editado obras de Montaigne, Montesquieu, Berkeley y Bergson, entre otros. Algunas de sus obras más representativas son La filosofia de Montaigne (1986); L'experiment d'Aristòtil. Literatura d'una incursió en la metafísica (1992); El pou de la paraula. Una història de la saviesa grega (1996) y, más recientemente, El aprendizaje de la muerte en la historia de las ideas (2010). Ha sido también codirector de la revista L'Avenç, y colaborador y miembro del consejo editorial de diferentes colecciones científicas internacionales dedicadas a la literatura del Renacimiento y a la filosofía.
Sus principales líneas de investigación son la historia de la filosofía antigua y moderna, la génesis griega de la racionalidad contemporánea, el conflicto entre la lengua y el lenguaje y, más recientemente, la genealogía del humanismo contemporáneo.

## Cargos de dirección y gestión
Entre 2013 y 2021 ha sido rector de la UPF. Previamente, desde marzo de 2009, Jaume Casals había ejercido como presidente del Consejo de Estudios y como vicepresidente ejecutivo del IDEC-Universidad Pompeu Fabra. También fue vicerrector de Postgrado y Doctorado (2001-2005) y de Profesorado de la UPF (2005-2009), decano de la Facultad de Humanidades de la UPF (2000-2001) y director del Departamento de Filosofía de la UAB (1990-1992).
Miembro numerario de la Sección de Filosofía y Ciencias Sociales del Instituto de Estudios Catalanes y director del Instituto de Humanidades de Barcelona, Jaume Casals ha sido también presidente del CBUC (Consorcio de Bibliotecas Universitarias de Cataluña, 2005-2009) y miembro del Colegio de Filosofía de Barcelona (1980-1990), entre los cargos más destacados.

## Publicaciones

### Libros
- La filosofia de Montaigne. Barcelona: Edicions 62, 1986. 320 pág.
- L'experiment d'Aristòtil. Literatura d'una incursió en la metafísica. Barcelona: Edicions 62, 1992. 110 pág.
- El pou de la paraula. Una història de la saviesa grega. Barcelona: Edicions 62, 1996. 101 pág.
- El aprendizaje de la muerte en la historia de las ideas. Santiago de Chile: Ediciones UDP, 2010. 172 pág.

### Traducciones
- MONTAIGNE, M. de. Apologia de Ramon Sibiuda. Barcelona: Laia, 1982. (Textos Filosòfics). [Ed. P. Lluís Font, trad. J. C. P.].
- MONTESQUIEU, Ch. baron de. Cartes perses. Barcelona: Laia, 1984. (Textos Filosòfics). [Ed. J. Ramoneda, trad. J. C. P.].
- MONTAIGNE, M. de. Diario de viaje a Italia. Barcelona: Península, 1986. (Nexos). [Introducción, traducción al castellano y notas a cargo de J. C. P., cf. supra].
- BERGSON, H. Assaig sobre les dades immediates de la consciència, seguit de la intuïció filosòfica. Barcelona: Edicions 62, 1991. (Textos Filosòfics). 284 pág. [Introducción, traducción, notas y edición a cargo de J. C. P., cf. supra].

### Artículos principales
- "Història dels atomismes i astúcia de les tenebres". Saber, 2. Barcelona, 1980. Pág. 30-34.
- "Kant: somnis d'un visionari i Assaig sobre les magnituds negatives (comentari)". Enrahonar, 4. Bellaterra, 1982. Pág. 37-45.
- "La paradoxa dels mons possibles". Enrahonar, 7/8. Bellaterra, 1984. Pág. 39-41.
- "Història ideal de Jacques le fataliste". Enrahonar, 12. Bellaterra, 1985. Pág. 81-85.
- "La filosofia obligatòria". Arrel, 17. Barcelona, 1987. Pág. 50-55.
- "Llibres prohibits". En: COL·LEGI DE FILOSOFIA. Frontera i perill. Barcelona: Edicions 62, 1987.
- "Le kantisme esthétique de Montaigne". Bulletin de la Société des Amis de Montaigne. VII serie, 11-12. París, 1988. Pág. 87-94.
- "El temps en la filosofia de Bergson". Enrahonar, 15. Bellaterra: UAB, 1988. Pág. 21-37.
- "Sur le second degré de l'Apologie". En: BLUM, Cl. (ed.). Montaigne. Apologie de Raimond Sebond. De la Theologia à la Théologie. París/Ginebra: Librairie Honoré Champion/Éditions Slatkine, 1990. Pág. 187-200.
- "Trois incursions de Montaigne dans la métaphysique". En: BLUM, Cl. (ed.). Montaigne, penseur et philosophe. París/Ginebra: Librairie Honoré Champion/Éditions Slatkine, 1990. Pág. 45-52.
- "La moral de la Enciclopedia". A: CAMPS, V. (ed.). Historia de la ética. Vol. II. La ética moderna. Barcelona: Crítica, 1992. Pág. 168-193.
- "La théologie de Montaigne? Ou que Dieu n'existe pas dans les Essais". Bulletin de la Société des Amis de Montaigne, VII serie, 33-34. París, 1993. Pág. 149-155.
- "Les tesis de filosofia de la història de W. Benjamin". En: LLOVET, J. (ed.). Homenatge a Walter Benjamin. Barcelona: Barcanova, 1993.
- "Problèmes d'un philosophe pour devenir cannibale". En: Montaigne et le nouveau monde. Número especial del Bulletin de la Société des Amis de Montaigne, VII serie, 39-30-31-32. París, 1992-1993. Pág. 143-152.
- "A note on the use of aitia and aition in the Metaphysics of Aristotle". Rivista di Cultura Classica e Medioevale, 1, año XXXVII. Roma, 1995. Pág. 89-95 [En colaboración con J. Hernández Reynés].
- [Recogido también en GÓMEZ PIN, V. (ed.). Actas del Primer Congreso Internacional de Ontología. Enrahonar Monografies. Bellaterra: Publicaciones de la Universidad Autónoma de Barcelona, 1994. Pág. 91-94].
- "Qu'est-ce qu'un voyage?". En: SAMARAS, Z. (ed.). Montaigne. Espace, écriture.  París/Ginebra: Librairie Honoré Champion/Éditions Slatkine, 1995.
- "Adviser et derriere et devant. Transition de l'histoire à la philosophie dans le Discours de la servitude volontaire". Corpus, 28. "La philosophie de l'histoire dans la Renaissance". París: Desan, Ph. ed., 1995. Pág. 103-112.
- "La présomption et l'espérance". Actes du Colloque de Duke "Marie de Gournay et l'édition 1595 des Essais de Montaigne", marzo de 1995. En: TETEL, M. (ed.). The Journal of Medieval and Renaissance Studies. Vol. XXV, 3, 1995. Pág. 511-515.
- "Amphibologie et défauts théoriques dans le débat sur l'édition des Essais de Montaigne". Actes du Colloque de Paris "Editer Montaigne". ARNOULD, J.-CL. (ed.). París: B.S.A.M., 1996. Pág. 69-78.
- "Tot el que veritablement passa em passa a mi". En: GÓMEZ PIN, V. (ed.). "Descartes. Lo racional y lo real". Enrahonar, número extraordinario. Bellaterra, 1999. Pág. 505-510. [En colaboración con J. Hernández Reynés].
- "Camino arriba, camino abajo. De Aristóteles a Heráclito". En: GÓMEZ PIN, V. (ed.). Physis. III International Ontology Congress, Ontology Studies, 1. París: PUF, 2000. Pág. 325-335. [En colaboración con J. Hernández Reynés].
- "Sur la double racine du principe de la servitude volontaire". En: LAFARGA, F.; SEGARRA, M. (eds.). Renaissance et classicisme. Barcelona: PPU, 2004.
- "¿Se puede aprender lo que se da de antemano? 1. Sobre las matemáticas y su origen". Ontology Studies: Cuadernos de Ontología, 5-6. Pág. 197-206, 2006. ISSN 1576-2270. [En colaboración con J. Hernández Reynés y J. Olesti].
- "Sur le lieu-commun 'Philosophie et littérature'. Un éclaircissement". Revue de Métaphysique et de Morale. París. [En prensa].
- "La tête de Socrate". En: FASSEUR, V.; GUERRIER, O.; JENNY, L.; TOURNON, A. (ed.). Éveils (Études en honneur de Jean-Yves Pouilloux). París: Éditions Classiques Garnier, Études Montaignistes, 56, 2010. Pág. 137-142.
- "La mort de La Boétie". Bulletin de la Société Internationale des Amis de Montaigne, 55. París: Classiques Garnier, 2012. Pág. 37-43.